# Всё, что имеет значение
Всё, что имеет значение (нем. Alles was zählt) — немецкая мыльная опера, выходящая по будням с 4 сентября 2006 года на канале RTL. Главную песню «Nie genug» из заставки сериала исполняет известная в Австрии поп-рок-певица Кристина Штюрмер. В начале сериал имел довольно низкие рейтинги, но вскоре превысил средние показатели по каналу. Сериал также транслируется во Франции, Швейцарии и Квебеке.

## Сюжет
Первоначально сериал планировался в жанре теленовеллы под названием «Мечта Дианы» (нем. Dianas Traum), поэтому первые серии концентрируются на главной героине — Диане Зоммер (в исполнении Тани Шевченко). Диана — 23-летняя девушка из рабочей семьи. Она работает курьером, но её мечта — стать фигуристкой. Однажды, когда она ночью тайком катается на катке, её замечает шеф спортконцерна Юлиан Херцог и приводит её на тренировки. Диана влюбляется в Юлиана с первого взгляда, но он встречается с Дженни Штайнкамп — дочерью владельца концерна и вице-чемпионкой Германии по фигурному катанию. Дженни пытается всеми путями убрать с пути Диану, в которой видит не только конкурентку в делах любовных, но и в спорте.
Вскоре после начала съёмок продюсерами сериала было принято решение трансформировать сериал в мыльную оперу и дать ему новое название. Роли Дианы со временем уделяется всё меньше внимания, а затем она вовсе уходит из сериала. Сюжет сериала вертится вокруг спортивного центра Штайнкампов и его обитателей.

## В ролях
- Ульрике Рёзеберг — Аннет Бергман
- Сильван-Пьер Лайрих — Рихард Штайнкамп
- Татьяна Клазинг — Симоне Штайнкамп
- Даниэль Айхингер — Аксель Штайнкамп-Шварц
- Сэм Айзенштайн — Мариан Эзтюрк
- Юлия Аугустин — Ванесса Штайнкамп
- Деннис Грабош — Роман Вильд
- Андре Дитц — Инго Цадек
- Жюльетт Менке — Лена фон Альтенбург
- Игорь Долгачев — Дениз Эзтюрк
- Франсиско Медина — Максимилиан фон Альтенбург
- Йорг Роде — Бен Штайнкамп #2
- Анна-Катарина Замзель — Катя Бергман
- Аня Нидик — Изабель Штайнкамп
- Михаэль Кюль — Флориан Вильд
- Хайке Тринкер — Клаудия Бергман
- Юлия Энгельман — Франциска Штайнкамп
- Сюзанна Шленциг — Ютта Зоммер
- Ян-Никлас Берг — Бен Штайнкамп #1
- Андреас Зайферт — Лутц Хофман
- Армин Даллапиккола — Дитер Зоммер
- Торстен Грассхоф — Джулиан Херцог
- Андре Эммануэль Камински — Тим Херцог
- Регина Зайдлер — Надя Рошински #1
- Кристиана Климт — Дженни Штайнкамп #1
- Биргит Вюрц — Надя Рошински #2
- Таня Шевченко — Диана Зоммер
- Мария Ведиг — Джульетта Зоммер
- Натали Тиде — Нина Зоммер
- Штефен Дюрр — Мике Хартвиг
- Тобиас Лихт — Ларс Бергер
- Надин Реннак — Стелла Коретти
- Норман Калле — Оливер Зоммер
- Нина Ботт — Селин Зоммер
- Сильвия Малин — Дженни Штайнкамп #2
- Кристоф Хумниг — Томас Альбрехт Райхенбах